# Бремен-Головний
53°04′59″ пн. ш. 8°48′49″ сх. д. / 53.0831° пн. ш. 8.81361° сх. д.
Бремен-Головний (нім. Bremen Hauptbahnhof) — залізнична станція в місті Бремен на північному заході Німеччини. 
Це найважливіша залізнична станція як для міста, так і для землі Бремен. 
Станцію обслуговують служби InterCityExpress, Intercity, EuroCity, CityNightLine і City Night Line.
Залізничні послуги здійснюють Deutsche Bahn, NordWestBahn, Metronom і Erixx.
Щоденний пасажирообіг близько 147 000 

пасажирів.
Будівля на Бремер-банхофсплац, побудована в 1885 — 1889 роках за проєктом архітектора Губерта Штірта в стилі неоренесансу. 

## Операції

### Далекого прямування
| №      | Маршрут | Інтервал              | Оператор           |
| ------ | --- | --------------------- | ------------------ |
| ICE 10 | Берлін-Східний – Вольфсбург-Головний – Ганновер-Головний – Бремен - Ольденбург-Головний | одна пара поїздів     | DB Fernverkehr     |
| ICE 22 | Франкфурт-на-Майні-Головний – Кассель-Вільгельмсгеє – Геттінген – Ганновер – Бремен – Ольденбург | одна пара поїздів     | DB Fernverkehr     |
| ICE 25 | (Ольденбург –) Бремен – Ганновер – Кассель-Вільгельмсгеє – Вюрцбург-Головний – Нюрнберг-Головний – Інгольштадт-Головний – Мюнхен-Головний | 120                   | DB Fernverkehr     |
| ICE 30 | Гамбург-Альтона - Гамбург-Головний - Бремен - Оснабрюк-Головний - Мюнстер (Вестф)-Головний - Дортмунд-Головний - Кельн-Головний | одна пара поїздів     | DB Fernverkehr     |
| ICE 31 | Гамбург-Альтона - Гамбург - Бремен - Оснабрюк - Мюнстер (Вестф) - Дортмунд - Гаген-Головний - Вупперталь-Головний - Золінген-Головний - Кельн - Бонн-Головний - Кобленц-Головний - Майнц-Головний - Франкфуртський аеропорт - Франкфурт-на-Майні - Ганау-Головний - Вюрцбург - Нюрнберг - Регенсбург-Головний - Пассау-Головний | 120 з пропусками      | DB Fernverkehr     |
| ICE 42 | Гамбург-Альтона - Бремен - Оснабрюк - Мюнстер (Вестф) - Дортмунд - Ессен-Головний - Дуйсбург-Головний - Дюссельдорф-Головний - Кельн - Франкфуртський аеропорт - Мангайм-Головний - Штутгарт-Головний - Ульм-Головний - Аугсбург-Головний - Мюнхен                                                                              | одна пара поїздів     | DB Fernverkehr     |
| IC30   | Гамбург - Бремен - Оснабрюк - Мюнстер (Вестф) - Дортмунд - Дуйсбург-Головний - Дюссельдорф - Кельн - Бонн - Мангейм - Штутгарт | 120                   | DB Fernverkehr     |
| IC 31  | (Кіль-Головний -) Гамбург - Бремен - Оснабрюк - Мюнстер (Westf) - Дортмунд - Вупперталь - Кельн - Бонн - Майнц - Франкфурт (Майн) (- Вюрцбург - Нюрнберг - Пассау) | одна пара поїздів     | DB Fernverkehr     |
| IC 35  | Бремергафен-Леге - Бремергафен - Остергольц-Шармбек - Бремен - Оснабрюк - Мюнстер (Вестф) - Реклінгхаузен - Обергаузен-Головний - Дюссельдорф-Головний - Кельн-Головний | одна пара поїздів     | DB Fernverkehr     |
| IC 56  | Норддайх-Моле - Емден-Головний - Лір-Головний - Ольденбург - Бремен - Ганновер - Брауншвейг-Головний - Магдебург-Головний - Галле (Заале)-Головний - Лейпциг-Головний | 120                   | DB Fernverkehr     |
| EC     | Гамбург-Альтона - Гамбург - Бремен - Оснабрюк - Мюнстер (Вестф) - Дортмунд - Дюссельдорф - Кельн - Карлсруе-Головний - Фрайбург-Головний - Базель SBB - Цюрих-Головний / Інтерлакен-Східний | 4 потяги щодня        | DB Fernverkehr/SBB |
| FLX 20 | Гамбург - Гамбург-Гарбург - Бремен - Оснабрюк - Мюнстер (Westf) - Гельзенкірхен-Головний - Ессен - Дуйсбург - Дюссельдорф - Кельн | 2-3 пари поїздів/добу | Flixmobility       |

### Регіональні та місцеві служби
- RE 1 Норддайх - Емден - Ольденбург - Бремен - Нінбург - Ганновер
- RE 4 Бремен - Ротенбург - Бухгольц - Гамбург
- RE 8 Бремергафен-Леге - Бремен - Нінбург - Ганновер
- RE 9 Бремергафен-Леге - Бремен - Оснабрюк
- RB 37 Бремен - Зольтау - Ільцен
- RB 41 Бремен - Ротенбург - Тостедт - Бухгольц - Гамбург
- RB 58 Оснабрюк - Брамше - Фехта - Дельменгорст - Бремен
- S-Bahn RS1 Бремен-Фарге - Бремен-Вегезак - Бремен - Верден
- S-Bahn RS2 Бремерхафен-Леге - Остергольц-Шармбек - Бремен - Твістрінген
- S-Bahn RS3 Бад-Цвішенан - Ольденбург - Дельменгорст - Бремен
- S-Bahn RS4 Норденгам – Худе – Дельменгорст – Бремен
- S-Bahn RS 30 	Бремен-Головний – Дельменгорст – Худе – Ольденбург (Ольдб)-Головний – Ольденбург-Вехлой – Бад-Цвішенан